# Дайген-Мару №3
Дайген-Мару № 3 — транспортне судно, яке під час Другої світової війни брало участь у операціях японських збройних сил на Тихому океані.
Судно спорудили як пасажирське в 1908 році на верфі Russell & Co. Ltd. у шотландському Гріноку. До 1926 року воно використовувалось компанією Cosulich Societa Triestina Di Navigazione — Unione Austriaca під назвою SS Georgia. Далі новим власником стала японська компанія Hokushu Kisen, а з 1929-го судно належало компанії Namura Kisen Goshi Kaisha, яка використовувала його під назвою «Дайген-Мару № 3».
Під час Другої світової війни судно залучили до військових перевезень. 2 квітня 1942-го «Дайген-Мару № 3» разом зі ще 44 транспортами вийшло з Сінгапуру в межах операції по доставці 18-ї піхотної дивізії до Бірми. 7 квітня конвой досягнув Рангуну.
18—25 жовтня 1943-го судно пройшло у складі конвою № 2609 з Балікпапану (центр нафтової промисловості на східному узбережжі Борнео) до Палау (великий логістичний хаб на заході Каролінських островів). Згодом «Дайген-Мару № 3» опинилось у Японії.
31 січня — 6 лютого 1944-го судно у складі конвою № 133 пройшло з японського порту Моджі до Такао (наразі Гаосюн на Тайвані), а 8—16 лютого з конвоєм TAPA-01 перейшло з Такао на Палау.
23 лютого 1944-го судно вийшло з Палау у складі конвою «Вевак № 20», що прямував на Нову Гвінею. 26 лютого менш ніж за три сотні кілометрів від порту Холландія (наразі Джаяпура) американський підводний човен USS Gato атакував та потопив «Дайген-Мару № 3», при цьому загинуло майже шість сотень осіб. Втім, іншому судну конвою «Наріта-Мару» вдалось врятувати близько семисот військовослужбовців.